# My Voice
My Voice es el primer álbum de estudio de la cantante surcoreana Taeyeon. El álbum fue liberado el 28 de febrero de 2017, junto con el videoclip del sencillo principal del disco titulado «Fine». Previamente, la canción «I Got Love» fue publicada como un pre-sencillo del álbum el 17 de febrero, junto con su vídeo. Momento después del lanzamiento, todas las canciones del álbum digital lograron ingresar a las listas musicales de Corea con «Fine» en el primer lugar de varias de ellas. Ocho horas después de su publicación, el videoclip de «Fine» obtuvo un millón de visualizaciones en YouTube, haciendo que fuese la primera canción de Taeyeon en obtener esa cantidad de visitas. El 5 de abril, el disco fue lanzado como una versión de lujo con tres canciones nuevas, una de ellas siendo previamente publicada en 2016.

## Lanzamiento
El 15 de febrero de 2017, S.M. Entertainment publicó un teaser del videoclip de «I Got Love», siendo lanzado dos días después como un pre-sencillo de My Voice. Después de anunciar el lanzamiento del primer álbum de estudio de Taeyeon, S.M. comenzó a liberar teasers de todas las canciones del disco comenzando con «Love In Color» el 20 de febrero. El álbum fue publicado el 28 de febrero, junto con el sencillo «Fine». El disco fue lanzado una vez más el 5 de abril como una edición de lujo con tres nuevas canciones, incluyendo el nuevo sencillo «Make Me Love You» y el sencillo «11:11» el cual fue publicado en 2016 como un sencillo digital.

## Sencillos
El álbum contiene tres sencillos y dos videoclips, uno de la canción principal «Fine», otro del pre-sencillo «I Got Love» y otro vídeo del nuevo sencillo de la versión de lujo del álbum titulado «Make Me Love You». «I Got Love» fue marcado por el lado oscuro y sensual de Taeyeon que aún no había mostrado al público. En «Fine», la cantante mostró un lado más sentimental con una historia que se parece a la de su anterior sencillo, «11:11» El sencillo de la versión de lujo, «Make Me Love You», se lanzó el 5 de abril de 2017 junto a su vídeo musical.

## Lista de canciones
| My Voice (edición estándar) |                    |                    | |          |  |
| N.º                         | Título             | Letras             | Música | Duración |  |
| 1.                          | «Fine»             | Jin Ri             | Michael Woods, Kevin White, Andrew Bazzi, Shaylen Carroll, MZMC, Rice n' Peas                               | 3:29     |  |
| 2.                          | «Cover Up»         | Realmeee           | Grades, Caroline Ailin, Realmeee                                                                            | 3:25     |  |
| 3.                          | «Feel So Fine»     | Moon Hye Min       | Courtney Woolsey, Daniel Durn, Katrine «Neya» Klith, Johan Gustafsson, Sebastian Lundberg, Fredrik Häggstam | 3:39     |  |
| 4.                          | «I Got Love»       | Kenzie             | Kenzie, Thomas Troelsen, Eyelar                                                                             | 3:04     |  |
| 5.                          | «I'm OK»           | Yorkie, Ryu Woo    | Devine-Channel, Tyler Sharny, Diana Salvatore, Fabio BOI Angelini                                           | 3:34     |  |
| 6.                          | «Time Lapse»       | Kim Jong Wan       | Kim Jong Wan, ZOOEY                                                                                         | 4:14     |  |
| 7.                          | «Sweet Love»       | Kenzie             | Kenzie, The Stereotypes, Racquelle «Rahky» Anteola                                                          | 3:04     |  |
| 8.                          | «When I Was Young» | Lee Joo Hyung      | Lee Joo Hyung                                                                                               | 3:52     |  |
| 9.                          | «Lonely Night»     | Kenzie             | Kenzie | 3:43     |  |
| 10.                         | «Love in Color»    | Lee Yoon Seol      | Myah Marie Langston, Krysta Youngs                                                                          | 2:57     |  |
| 11.                         | «Fire»             | JQ, Jo Mi Yang     | Myah Marie Langston, Bennett Armstrong, Justin Armstrong, Carah Faye                                        | 3:07     |  |
| 12.                         | «Eraser»           | Mafly, Lee Seu Ran | Dillon Pace, Sean Douglas, Felicia Barton                                                                   | 2:54     |  |
| 41:07                       |                    |                    | |          |  |

| Canción extra |                                       |              |             |          |  |
| N.º           | Título                                | Letras       | Música      | Duración |  |
| 13.           | «Time Spent Walking through Memories» | Kim Jong Wan | Hong So Jin | 3:53     |  |
| 45:19         |                                       |              |             |          |  |

| My Voice (edición de lujo) |                    |                |                                                           |          |  |
| N.º                        | Título             | Letras         | Música                                                    | Duración |  |
| 1.                         | «Make Me Love You» | Cho Yun Kyung  | Aaron Benward, Matthew Tishler, Felicia Barton            | 3:33     |  |
| 2.                         | «I Blame on You»   | Yorkie         | Devine Channel, Lena Leon, Aurora Pfeiffer, Ryan          | 3:23     |  |
| 3.                         | «11:11»            | Kim Eana       | Christian Vinten, Chelcee Grimes                          | 3:43     |  |
| 4.                         | «Curtain Call»     | Jang Yun Jeong | Peter Wallevik, Daniel Davidsen, Tebey Ottoh, Noel Salmon | 3:52     |  |
| 59:50                      |                    |                |                                                           |          |  |

## Historial de lanzamiento
| Región        | Fecha                 | Formato              | Distribuidora                |
| ------------- | --------------------- | -------------------- | ---------------------------- |
| Corea del Sur | 28 de febrero de 2017 | CD, descarga digital | S.M. Entertainment, KT Music |
| Mundo         | 28 de febrero de 2017 | Descarga digital     | S.M. Entertainment           |